# Hadikereszt (Egyesült Királyság)
A Hadikereszt (angolul Military Cross, rövidítve MC) az Egyesült Királyság államfője által adományozott katonai kitüntetés, amelyet 1993-ig a brit hadsereg (és korábban a Brit Nemzetközösség) bizonyos rendfokozatú tisztjei, azóta pedig más rangban lévő katonák is kaphatnak "a szárazföldi hadműveletek során az ellenséggel szemben tanúsított példamutatóan bátor cselekedetért". 1979 óta posztumusz is adományozható.

## Története
Az érdemrendet 1914. december 28-án alapította V. György király a fegyveres erők századosnál alacsonyabb rangú tisztjei és altisztjei számára. 1916 augusztusában három adható sávval bővítették a kitüntetés fokozatait. 1931-ben megváltoztatták az adományozás szabályait, kiterjesztették az őrnagyokra és a Királyi Légierő tagjainak földön végzett tevékenységére. 
A brit kitüntetésrendszer 1993-as reformja után eltörölték a rendfokozatkövetelményt, azóta a Brit Fegyveres Erők bármely tagja megkaphatja.
V. György idején (első világháború) több mint 40 ezer, VI. György korában (második világháború) több mint 11 ezer Hadikeresztet osztottak ki. A II. Erzsébet által adományozott kitüntetések számát nem közölték. A kitüntetettek száma 48 ezer fölött van.

## Leírása
A Hadikereszt érme egy négyágú, egyenlő szárú ezüstkereszt, amelynek magassága 46 mm, szélessége 44 mm. A kereszt ágai a végüknél kiszélesednek, talpasak. Közepét az aktuális uralkodó nevének kezdőbetűi, a keresztágak végét korona díszíti. A hátoldal eredetileg sima, 1938 óta az alsó keresztágba bevésik a kitüntetett nevét és az évszámot. A keresztet tartó szalag szélessége 32 mm, három függőleges, fehér-bíbor-fehér színű sávra oszlik. 

## Neves kitüntetettek
- Elsőként G. F. H. Brooke, a 16. dzsidás lovasezred hadnagya kapta meg a kitüntetést 1915. január 1-jén
- Az első aki mindhárom sávval kapta meg a Hadikeresztet, Francis Wallington tábori tüzérkapitány volt (1918. július 10-én).[7][8] Az első világháborúban még hárman kapták meg a Hadikereszt legmagasabb fokát: Percy Bentley, Humphrey Arthur Gilkes és Charles Gordon Timms.[7][9]
- A második világháborúban, amikor a japánok elfoglalták Burmát, egy ellentámadás során az indiai származású Sam Manekshaw századost (később tábornagy) géppuskával hasbalőtték. David Tennent Cowan tábornok a saját kitüntetését tűzte a mellére, mondván "halott ember nem kaphatja meg a Hadikeresztet". Manekshaw később felépült.[10]
- Az első posztumusz Hadikeresztet Herbert Westmacott százados kapta 1980-ban Észak-Írországban tanúsított bátorságáért.[11]
- Az első nő 2007-ben kapta meg a kitüntetést. Michelle Norris Irakban szolgált a walesi hercegnő királyi ezredének egészségügyi szolgálatánál és ellenséges tűz alatt látta el és vitte biztonságba járművének megsebesült parancsnokát.[12][13][14]

## Fordítás
- Ez a szócikk részben vagy egészben  a   Military Cross című angol Wikipédia-szócikk ezen változatának fordításán alapul.  Az eredeti cikk szerkesztőit annak laptörténete sorolja fel. Ez a jelzés csupán a megfogalmazás eredetét és a szerzői jogokat jelzi, nem szolgál a cikkben szereplő információk forrásmegjelöléseként.